# Irmãos Santa Rita
Os Irmãos Santa Rita foram os literatos brasileiros Antônio Francisco de Santa Rita (Paranaguá, 1872—1944) e Antônio Francisco de Santa Rita Júnior (Paranaguá, 16 de outubro de 1879—1944).

## Biografia
Antônio Francisco de Santa Rita foi um advogado, militar e poeta que estudou o ensino secundário no Instituto Paranaense e bacharelou-se em Direito na cidade do Rio de Janeiro. Ainda na adolescência já colaborava em revistas literárias estudantis (a exemplo da Revista Club dos Estudantes), fazendo parte do grupo de Emiliano Perneta e Silveira Neto, em Curitiba. Quando morou na capital carioca, aproximou-se de Cruz e Souza, Oscar Rosas e outros simbolistas de vanguarda.
Após retornar à capital paranaense, passa a colaborar para as revistas Pallium e O Cenáculo. Como militar, foi Coronel da Guarda Nacional.
Antônio Francisco de Santa Rita Júnior foi um prosador e funcionário público, chegando a ocupar o cargo de administrador da  alfândega no Porto de Antonina. Sua obra mais conhecida é Episódios, um livro de contos e novelas, lançado em 1914.